# Nikolaus V. (Ratibor-Jägerndorf)
Nikolaus V. von Jägerndorf (auch: Nikolaus II. von Troppau-Ratibor; tschechisch: Mikuláš V. Krnovský; * um 1409; † 1452) war Herzog von (Troppau)-Ratibor, Jägerndorf, Freudenthal und Rybnik. Er entstammte dem Familienzweig Troppau-Ratibor der Troppauer Přemysliden.

## Leben
Seine Eltern waren Johann II. „der Eiserne“ und Helene von Litauen, eine Nichte des polnischen Königs Władysław II. Jagiełło.
Obwohl Nikolaus und sein jüngerer Bruder Wenzel von Ratibor beim Tod des Vaters 1424 vermutlich schon volljährig waren, übernahm ihre Mutter Helene von Litauen wahrscheinlich bis 1428 die Regentschaft über deren Erbe. Außerdem titulierte sie bis 1449 als Herrin von Pleß, das ihr vermutlich als Leibgedinge zugewiesen worden war. Nikolaus und sein Bruder Wenzel regierten über die ererbten Gebiete bis 1437 gemeinsam. Bei der 1437 erfolgten Teilung erhielt Nikolaus V. Jägerndorf, Freudenthal, Rybnik, Pleß und Bauerwitz, während Wenzel Herzog von Ratibor wurde.
Nachdem 1433 ein in das Waagtal ziehendes Hussitenheer das Ratiborer Land verwüstete und dieses an den Oppelner Herzog Bolko V. übergeben wurde, der ein Anhänger der Hussiten war, eroberte es Nikolaus V. zurück. 1436 nahm Nikolaus V. dem Leobschützer Herzog Wenzel II. grundlos sein Land weg, worauf sich dieser mit der Besetzung von Sohrau schadlos hielt. 1437 kam es zu einer Einigung.
1443 bekämpfte Nikolaus V. zusammen mit Wilhelm von Troppau, Primislaus II. von Teschen und Heinrich IX. von Glogau das Raubrittertum.
Nach Nikolaus Tod 1452 erbten seine Söhne Johann IV. und Wenzel die Gebiete, teilten sie jedoch erst 1464. Johann erhielt Jägerndorf und Loslau, während Wenzel Rybnik, Pleß und Sohrau zufielen.

## Familie
Nikolaus V. vermählte sich um 1435 mit Margarethe Clemm von Ellguth. Der Ehe entstammten die Kinder
- Johann IV. d. Ä. († 1483)
- Wenzel von Rybnik († 1479)
- Barbara († 1510), ⚭ 1475 Herzog Johann IV. von Auschwitz († 1495/97)
- Machna († 1508), ⚭ 1482 Herzog Kasimir II. von Zator († 1490)

In zweiter Ehe vermählte sich Nikolaus V. 1451 mit der Krakauer Patriziertochter Barbara Rockenberg († 1464). Da ihre Stiefsöhne Johann IV. und Wenzel von Rybnik beim Tod ihres Vaters 1452 noch nicht volljährig waren, war sie von 1452 bis 1464 Regentin von Ratibor, Jägerndorf, Freudenthal und Rybnik. Von 1452 bis 1462 war sie zudem Herrin von Pleß, das ihr vermutlich als Leibgedinge zustand.